# Chía
 Ikke at forveksle med de spiselige frø kaldet chia, fra planten Salvia hispanica.
Chía er en by og en kommune i Cundinamarca i Colombia, lige nord for landets hovedstad Bogotá. Kommunen havde 97 444 indbyggere i 2005. De udgør en del af Bogotás storbyområde. Chía er et populært udendørssted blandt Bogotás indbyggere i helger og på fridager.
Navnet Chía er musica og betyder Måne eller Måned.